# Maria Iole Volpi
Maria Iole Volpi (Rieti, 29 ottobre 1983) è una calciatrice e allenatrice di calcio italiana, prima donna dell'Atletico San Lorenzo a giocare nella Lega Calcio a 8, ex allenatrice della Liberi Nantes femminile e delle giovanili della Roma. Attualmente coordinatrice Scuola Calcio Femminile AS Roma e responsabile della sede di Roma di Insuperabili (scuola calcio per ragazzi con disabilità).

## Biografia
Volpi, benché attratta dal calcio, inizia l'attività sportiva giocando a pallavolo a Rieti, città dove nasce e cresce con i genitori, inizialmente convinta che non vi fossero squadre di calcio femminile né che, almeno a livello giovanile, si potesse giocare con i maschietti. La svolta avviene quando a 13 anni, per fatalità mentre era all'aeroporto con sua madre, vede la Nazionale di calcio femminile dell'Italia e chiedendo alle ragazze e allo staff delle informazioni le viene confermato che a Roma c'è l'opportunità di giocare in una squadra interamente femminile. Grazie all'appoggio dei genitori che la accompagnano facendo spola tra Rieti e Roma inizia così a presentarsi agli allenamenti nella Capitale.

## Palmarès
- Campionato italiano: 1

Lazio: 2001-2002
- Campionato italiano di Serie A2: 1

Roma: 2007-2008
- Campionato italiano di Serie B: 1

Roma: 2006-2007 (terzo livello)
- Coppa Italia: 2

Lazio: 2002-2003
Bardolino Verona: 2005-2006
- Supercoppa italiana: 1

Bardolino Verona: 2005
- Italy Women's Cup: 1

Lazio: 2003
- Premio ‘Empowerment femminile Danone’: 1

2003